# La dea del '67
La dea del '67 (The Goddess of 1967) è un film del 2000 diretto da Clara Law.
La pellicola passa da un inizio di stampo documentaristico in Giappone a un seguito da road movie in Australia, con approfondite analisi psicologiche dei due personaggi principali. La suggestiva fotografia e la grande varietà di generi musicali sono un giusto complemento per un'opera che si presenta originale già nel soggetto, incentrato sulla ricerca di una vettura d'epoca tramite Internet.

## Trama
Un giovane giapponese amante di rettili ed esperto di informatica cerca su Internet l'automobile dei suoi sogni, una Citroën DS del 1967, vista in un film poliziesco francese, Frank Costello faccia d'angelo, guidata dal protagonista Alain Delon. La trova in Australia e, dopo avere concordato il prezzo, parte in aereo per concludere l'affare. Là incontrerà una ragazza cieca con la quale intraprenderà un viaggio inquietante nelle zone interne dell'Australia. Durante questo periodo la sua fidanzata si occuperà in Giappone di accudire i suoi rettili nel piccolo appartamento.

## Spiegazione del titolo
Il titolo riprende il gioco di parole legato alla sigla, letta in francese, dell'automobile oggetto del film, la Citroën DS. DS in francese si legge "déesse" che equivale a "dea" o "divinità", in inglese appunto "goddess".

## Riferimenti
Viene citato il polar di Jean-Pierre Melville Frank Costello faccia d'angelo in quanto il giovane giapponese è rimasto affascinato dalla vettura (la Citroën DS) che il protagonista di quel film, interpretato da Alain Delon, usa per ogni suo spostamento a Parigi.
Il film presenta qualche curiosa analogia con una pellicola del 1995, Cold Fever, un road-movie nel quale un giapponese percorre su una Citroën DS rossa le strade più sperdute dell'interno dell'Islanda.

## Riconoscimenti
- 57ª Mostra internazionale d'arte cinematografica di Venezia
  - Coppa Volpi per la migliore interpretazione femminile (Rose Byrne)